# Деветата заповед
„Деветата заповед“ (на испански: El noveno mandamiento) е мексиканска теленовела, режисирана от Хавиер Марк, Гастон Тусет и Ерик Моралес и продуцирана от Лусеро Суарес за Телевиса през 2001 г. Теленовелата е базирана на едноименната кубинска радионовела, създадена от Рене Айоис.
В първата част главните роли са поверени на Даниела Кастро и Армандо Араиса, а отрицателните на Шантал Андере и Салвадор Санчес.
Във втората част главните роли са поверени на Даниела Кастро и Франсиско Гаторно, а отрицателните на Алма Муриел, Салвадор Санчес и Ана Патрисия Рохо. Специално участие вземат Алехандро Ибара и Хуан Карлос Серан.

## Сюжет
Историята се развива в малък град в щата Веракрус, където братята Родриго и Бруно Бетанкур се съревновават за любовта на Ана, а това нарушава девета заповед – не пожелавай жената на ближния си...
Исабел страда от диабет. След като умират родителите ѝ, тя лесно е манипулирана от сестра си, Клара. Клара живее с мисълта, че никога няма да се омъжи, защото в този малък град няма достоен мъж за нея. Единственият, който е достоен за нея, е годеникът на сестра ѝ – Леандро. Сватбата между Исабел и Леандро се отлага, защото му се налага да пътува по важна работа.
Клара се опитва да го убеди да спре сватбата, казвайки му, че Исабел има малко време да живее, но той отказва да я послуша. Напротив, Леандро и Исабел решават да прекарат последната вечер заедно, преди той да замине. Клара разбира за уговорката им.
Заедно със своя верен слуга Андрес, Клара съставя план, който да попречи на Исабел да се отдаде на Леандро. Вместо Исабел, Клара отива в тъмната стая, където трябва да прекарат нощта Леандро и Исабел, с парфюма на Исабел и се облича като нея. Леандро, който е изпил няколко питиета, прекарва нощта с Клара. Исабел се чувства предадена, когато ги вижда заедно.
Клара лъже Исабел, че Леандро е бил с нея, единствено от съжаление. Клара се преструва на бременна и Исабел попада в тежка криза заради диабета и мислейки че ще умра, кара Леандро да се закълне, че ще се ожени за сестра ѝ.
Леандро е изключително нещастен, защото е обвързан с жена, която ненавижда, но не се отказва и намира доказателства, че Клара го е подмамила да спи с нея. След като Исабел осъзнава неговата невинност, те правят любов за пръв път, а Андрес се опитва да открадне доказателството, което упреква Клара.
Но докато се бие, Леандро пада, удря главата си и губи паметта си. Възползвайки се от ситуацията, Клара кара Леандро да вярва, че са щастлива двойка, но сестра ѝ винаги се е опитвала да застане между тях. Клара заплашва Исабел, че ще я убие, и затова Исабел бяга в град Мексико, където разбира, че е бременна. Леандро си възвръща паметта и Клара го лъже, че е бременна.
Когато Леандро се кани да я изостави, Клара причинява още един инцидент и обвинява Леандро за това. Тя го кара да се чувства виновен, че е „загубила“ детето си. Обвързан с вина и мислейки, че Исабел е с друг мъж, Леандро остава с Клара. Той започва да злоупотребява с алкохола. Клара живее, знаейки че е отхвърлена от него, опитвайки се да го накара да я обикне.
Клара моли своята умираща братовчедка да остави на Леандро новороденото си бебе. Малко преди братовчедката да умре, Леандро се кълне, че ще се грижи за бебето. Не след дълго, обаче, бебето също умира. Клара го замества, вземайки дъщерята на Андрес.
Бебето е наречено Фабиола. Исабел ражда момиченце и я нарича Ана, но Исабел умира при автомобилна катастрофа, когато Ана е младо момиче. Времето лети и Ана отива в имението на Клара, която не знае кои са родителите на това момиче. Там Ана се среща с Фабиола, която израства, като собственичка на имението „Лас Лагримас“ (Сълзите).

## Актьори
Част от актьорския състав:
Първа част
| - Даниела Кастро – Исабел Дуран - Армандо Араиса – Леандро Вилянуева - Шантал Андере – Клара Дуран - Салвадор Санчес – Андрес Ролдан Мартинес - Марта Рот – Доня Еухения Д'Анжу вдовица де Бетакур - Ернесто Годой – Рамиро Гонсалес - Лупита Лара – Елена де Вилянуева - Густаво Негрете – Алваро Вилянуева - Луис Рейносо – Оскар - Хорхе Капин – Ефрен Гонсалес - Рикардо Вера – Виктор - Фернандо Морин – Давид Бетанкур Д'Анжу - Гуадалупе Боланьос – Луиса де Бетанкур - Стефи Еберхени – Анита - Жералдин Галван – Фабиолита | Втора част - Даниела Кастро – Ана Хименес / Ана Вилянуева Дуран - Франсиско Гаторно – Родриго Бетанкур - Алма Муриел – Клара Дуран де Вилянуева - Ана Патрисия Рохо – Фабиола Дуран Дел Вайе - Алехандро Ибара – Бруно Бетанкур - Хуан Карлос Серан – Леандро Вилянуева - Салвадор Санчес – Андрес Ролдан Мартинес - Марта Рот – Доня Еухения Д'Анжу вдовица де Бетанкур - Алехандро Руис – Диего Гаскон - Октавио Галиндо – Висенте Тревиньо - Клаудия Елиса Агилар – Сабина вдовица де Перес - Алберто Естрея – Фелипе Руис - Луис Рейносо – Оскар - Улисес Плиего – Пабло |

## Премиера
Премиерата на Деветата заповед е на 15 януари 2001 г. по Canal de las Estrellas. Последният 80. епизод е излъчен на 4 май 2001 г.

## Продукция
Снимките на теленовелата започват на 2 октомври 2000 г. и завършват на 20 декември 2000 г. Записите се осъществяват във филмово студио Телевиса Сан Анхел, Мексико.